# Howard Gill
Howard W. Gill född 13 maj 1883 i Baltimore död 15 september 1912 i Chicago, var en amerikansk flygpionjär.
Gill blev i unga år intresserad av bilar och motorer, när försäljningen av bilar kom igång öppnade han en bilfirma i Baltimore. För att väcka uppmärksamhet för sina bilar började han delta i olika biltävlingar. Han blev på kort tid respekterad som tävlingsförare och deltog i några Vanderbilt cup tävlingar fram till 1905. Tre år senare var han med på sin första ballonguppstigning, och han ville själv lära sig flyga. Efter att han tittat på vad andra aviatörer arbetade med bestämde han sig för att satsa på tyngre än luft. Under vintermånaderna 1909-1910 byggde han sitt första flygplan genom att kopiera ett Curtissflygplan. Eftersom han hade tillgång till bildelar försåg han flygplanet med en bilmotor. I mars 1910 utan någon tidigare praktisk flygutbildning försökte han få flygplanet i luften, det hela resulterade i ett haveri som skadade flygplanet. Efter att han reparerat flygplanet sålde han det, och Tom Benoist som blev den slutligare ägaren bytte ut motorn mot en flygmotor.
När hans första flygplan var sålt inledde han tillverkningen av flera Curtiss-kopior, han till och med införde vissa förbättringar som senare kom att kopieras av andra flygplanstillverkare.
Han fick Hillery Beachey till att provflyga hans flygplan, och använda dem vid olika flyguppvisningar. Eftersom han tjänat en del pengar på sin bilhandel blev han i september 1910 kontaktad av Percy Noel för att investera pengar i bildandet av flygtidningen AERO, som kom att bli USA första regelbundna flygtidning. I över ett år bidrog Gill även med artiklar och reportage i tidningen. En av hans tidiga artiklar beskrev hur man kopierade och tillverkade ett Curtissflygplan på egen hand. Artikeln ledde till att det startade ett stort antal hembyggen. Tidningen bytte senare namn till Aero & Hydro och var under 1920-talet USA:s största flygtidning.
Under våren 1911 bestämmer sig Gill för att lära sig flyga på riktigt, han åker till Wrights flygskola vid Simms Station Dayton där han får sina första lektioner av Cliff Turpin 17 april. Efter tre timmar och 18 minuters flygundervisning soloflög han själv för första gången. När han var klar med utbildningen den 15 maj blev han erbjuden att ingå i Wright Exhibition Team.
Han deltog i flyguppvisningar runt om i landet för Wright gruppen, detta ledde till att han på kort tid blev en mycket erfaren pilot. Vid en uppvisning i Quincy 20 juni nådde han rekordhöjden 7 000 fot i en 1,5 timmar lång flygning. När gruppen besökte Nassau Boulevard 31 juli passade han på att flyga upp för sitt certifikat , han tilldelades nummer 31.
I tävlingen St. Louis Meet 19 oktober slog han nytt amerikanskt rekord i uthållighetsflygning med en flygtid på fyra timmar 16 minuter. Han lämnade Wright gruppen i december för en anställning som flyglärare vid Burgess Co nya flygskola vid Dominguez field på västkusten.
Bland hans elever från skolan märks bröderna Harry och Silas Christofferson. Förutom läraruppdraget genomförde han demonstrationsflygningar med olika Burgess flygplan, under en flygning 26 januari havererade han och skadades lindrigt, medan demonstrationsflygplanet totalförstördes. Under senvåren provflyger han ett specialbyggt tvåmotorigt Burgessflygplan där han själv var delaktig i konstruktionsarbetet. De båda motorerna drev två skjutande och två dragande propellrar, flygplanet skulle klara av att hänga kvar i luften även om en motor stannade. Flygplanet visade sig inte vara någon bra konstruktion, och Gill föreslog att hela projektet skrotades. Han fortsatte som lärare vid skolan ända fram till sommaren 1912 då Burgess Co. flyttade skolan till östkusten.
Efter att skolan flyttat blev det inte mycket flygning för honom, han tvingades att bevaka sina affärer i Baltimore och hjälpa till med nya flygplanskonstruktioner vid Burgess i Massachusetts.
Han anmälde sig till flygtävlingen Chicago Meet på Cicero Field 12-21 september där han flög en specialtillverkad 60 hk Wright EX. Under en pylonflygtävling 15 september flög George Mestach ikapp och kolliderade med honom i luften.
Eftersom roderytorna på Gills flygplan blev skadade kunde han inte kontrollera flygplanet utan det slog i marken, troligen bröt han ryggen, han avled under transporten till sjukhuset. 
Mestach nödlandade med sitt skadade flygplan men var själv oskadad. Han kritiserade tävlingsledningen för de bristande regler som gällde för tävlingen och menade att flygplanen inte skulle få flyga närmare än 150 fot.